# Iron Man 2 (bande originale)
Pour un article plus général, voir Iron Man 2.
Ne doit pas être confondu avec Iron Man 2 (bande son).
Albums de John Debney
Predators
(2010) Sex Friends
(2011)
Bandes originales de Iron Man
Iron Man
(2008) Iron Man 3
(2013)
Bandes originales de l'Univers cinématographique Marvel

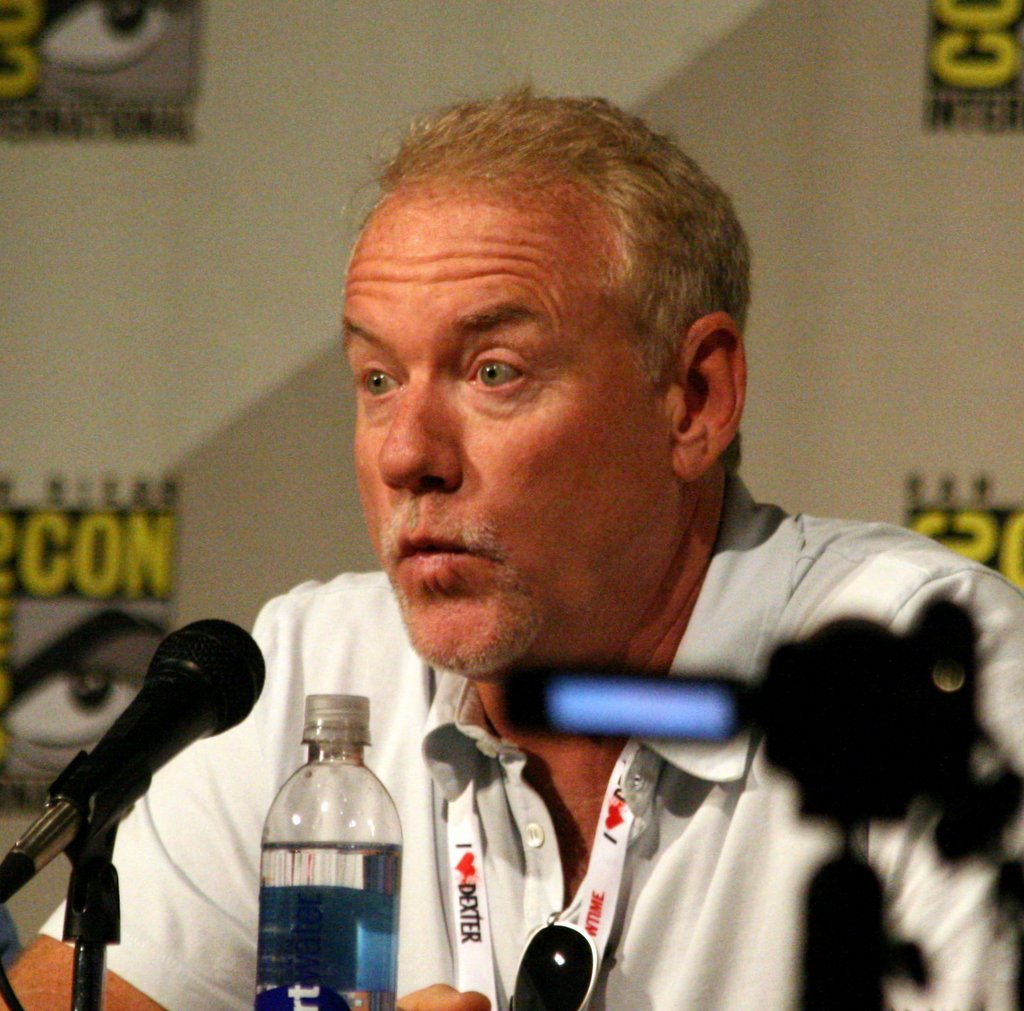
John Debbney, compositeur de la bande originale de Iron Man 2

L'Incroyable Hulk
(2008) Thor
(2011)
Iron Man 2: Original Motion Picture Score, composé par John Debney, est la bande originale, distribué par Columbia Records, du film fantastique américain réalisé par Jon Favreau, Iron Man 2, sorti en 2010.

## Liste des titres
Toute la musique est composée par John Debney.
| 1.      | Ivan's Metamorphosis                 | 5:48 |
| 2.      | House Fight V1                       | 5:47 |
| 3.      | Making Pepper CEO                    | 1:09 |
| 4.      | Senate / Ivan Creates Drones         | 3:38 |
| 5.      | Make Way For Tomorrow / Expo Version | 0:54 |
| 6.      | Rhodey Dons Suit                     | 0:57 |
| 7.      | Dying Hero                           | 1:52 |
| 8.      | Natalie Intro                        | 1:04 |
| 9.      | Monaco Drive                         | 0:42 |
| 10.     | Mayhem In Monaco                     | 7:26 |
| 11.     | Jailhouse Talk                       | 2:25 |
| 12.     | Ivan Escapes                         | 1:43 |
| 13.     | Gun Show                             | 2:11 |
| 14.     | Tony Discovers Dad's Secret          | 4:10 |
| 15.     | Sledgehammer V2                      | 2:40 |
| 16.     | Nick Fury                            | 1:31 |
| 17.     | New Element / Particle Accelerator   | 6:15 |
| 18.     | Sledgehammer                         | 1:08 |
| 19.     | New RT / To The Expo                 | 1:44 |
| 20.     | Black Widow Kicks Ass                | 2:12 |
| 21.     | Iron Man Battles The Drones          | 8:01 |
| 22.     | Ivan's Demise / The Kiss             | 5:06 |
| 23.     | Thor                                 | 0:40 |
| 24.     | I Am Iron Man                        | 1:32 |
| 25.     | Make Way For Tomorrow Today          | 1:51 |
| 1:12:26 |                                      |      |

## Musiques additionnelles
- On entend aussi durant le film, les morceaux suivants[1], qui ne sont, ni repris sur cet album, ni sur l'album Iron Man 2, composé des chansons du groupe AC/DC. Il s'agit de :
  - Should I Stay or Should I Go
    - Écrit par Mick Jones et Joe Strummer
    - Interprété par The Clash
    - Avec l'Aimable Autorisation de Epic Records and Sony Music Entertainment (UK) Limited
    - Par arrangement avec Sony Music Entertainment

  - The Magnificent Seven
    - Écrit par Topper Headon, Mick Jones et Joe Strummer
    - Interprété par The Clash
    - Avec l'Aimable Autorisation d'Epic Records et Sony Music Entertainment (UK) Limited
    - Par arrangement avec Sony Music Entertainment

  - Monaco
    - Écrit par John O'Brien
    - Interprété par « The Declanator »

  - Concerto pour flûte et harpe en do majeur
    - Arrangé par John Slowiczek
    - Avec l'Aimable Autorisation de « FirstCom »

  - Good Old Days
    - Écrit et interprété par Brad Hatfield

  - California Love (Single Version)
    - Écrit par Roger Troutman, Larry Troutman, Ronnie Hudson, Mikel Hooks, Joe Cocker et Chris Stainton
    - Interprété par Tupac Shakur[Note 1] featuring Dr. Dre & Roger Troutman
    - Avec l'Aimable Autorisation de « WIDEawake-Death Row Entertainment, LLC »
    - Sous licence d'« EverGreen Copyrights, Inc. »

  - Another One Bites the Dust
    - Écrit par John Deacon
    - Interprété par Queen
    - Avec l'Aimable Autorisation d'Hollywood Records et EMI Records Ltd.

  - Robot Rock
    - Écrit par Thomas Bangalter, Guy-Manuel de Homem-Christo[Note 2] et Kae Williams, Jr.
    - Interprété par Daft Punk
    - Avec l'Aimable Autorisation de « Daft Life Ltd./EMI Music France »
    - Sous licence de EMI Film & Television Music
    - Contient Release the Beast
    - Interprété par Breakwater
    - Avec l'Aimable Autorisation d'Arista Records, Inc.
    - Par arrangement avec Sony Music Entertainment

  - It Takes Two
    - Écrit par Rob Base[Note 3] et James Brown
    - Interprété par Rob Base et DJ EZ Rock[Note 4]
    - Avec l'Aimable Autorisation de « Profile Records, Inc. »
    - Par arrangement avec Sony Music Entertainment

  - Pimpin' Guns
    - Écrit par John O'Brien
    - Interprété par The Declanator

  - Groove Holmes
    - Écrit par Mike D[Note 5], Ad-Rock, Money Mark[Note 6] et Adam Yauch[Note 7]
    - Interprété par Beastie Boys
    - Avec l'Aimable Autorisation de Capitol Records, LLC
    - Sous licence d'EMI Film & Television Music

  - Pick Up the Pieces
    - Écrit par Roger Ball, Malcolm Duncan, Alan Gorrie, Robbie McIntosh[Note 8], Onnie McIntyre[Note 9] et Hamish Stuart
    - Interprété par Average White Band
    - Avec l'Aimable Autorisation d'Atlantic Recording Corp.
    - Par arrangement avec Warner Music Group Film & TV Licensing

  - The Marines Hymn
    - Musique traditionnelle

  - The Caissons Go Rolling Along
    - Écrit par Edmund L. Gruber[Note 10]
    - Arrangé par Robert C. Haring[Note 11]

  - Anchors Aweigh
    - Écrit par Alfred Hart Miles et Charles A. Zimmerman[Note 12]

  - The U.S. Air Force
    - Texte et musique par Robert Crawford